# Małachowszczyzna
Małachowszczyzna – wieś w Polsce położona w województwie mazowieckim, w powiecie żyrardowskim, w gminie Mszczonów.
Wieś wchodzi w skład sołectwa Pawłowice.
W latach 1975–1998 miejscowość administracyjnie należała do województwa skierniewickiego.